# Смішко Маркіян Юліанович

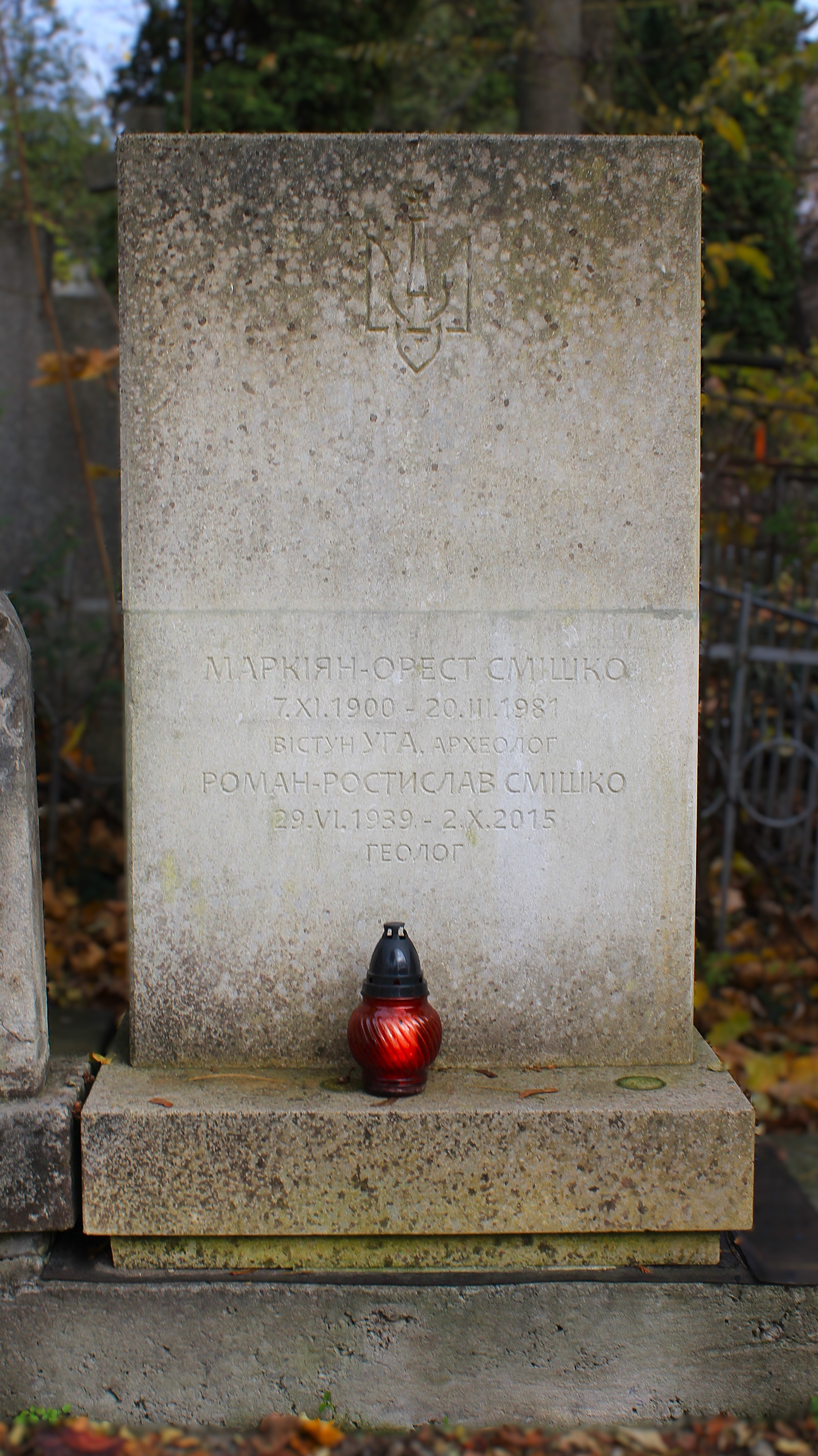
Нагробок на могилі археолога М.-О.Смішка.

Маркія́н-Орест Юліа́нович Смішко́ (7 листопада 1900, Львів — 20 березня 1981, Львів) — археолог, доктор історичних наук (1965), доцент, дійсний член Наукового товариства імені Шевченка (1933), фахівець у галузі ранньослов'янської археології. Досліджував багато пам'яток на заході України (бл. 40 експедицій), зокрема, могильники перших століть н. е. в Гриневі та Колоколині, курганні некрополі, поселення Великі Вікнини, Костянець, Малі Грибовичі, Городниця на Дністрі, Неслухів і Заліски. Підготував двох докторів та п'ятьох кандидатів наук — О. О. Ратич, В. В. Ауліх, В. Д. Баран, В. М. Цигилик, Е. А. Балагурі.

## Життєпис

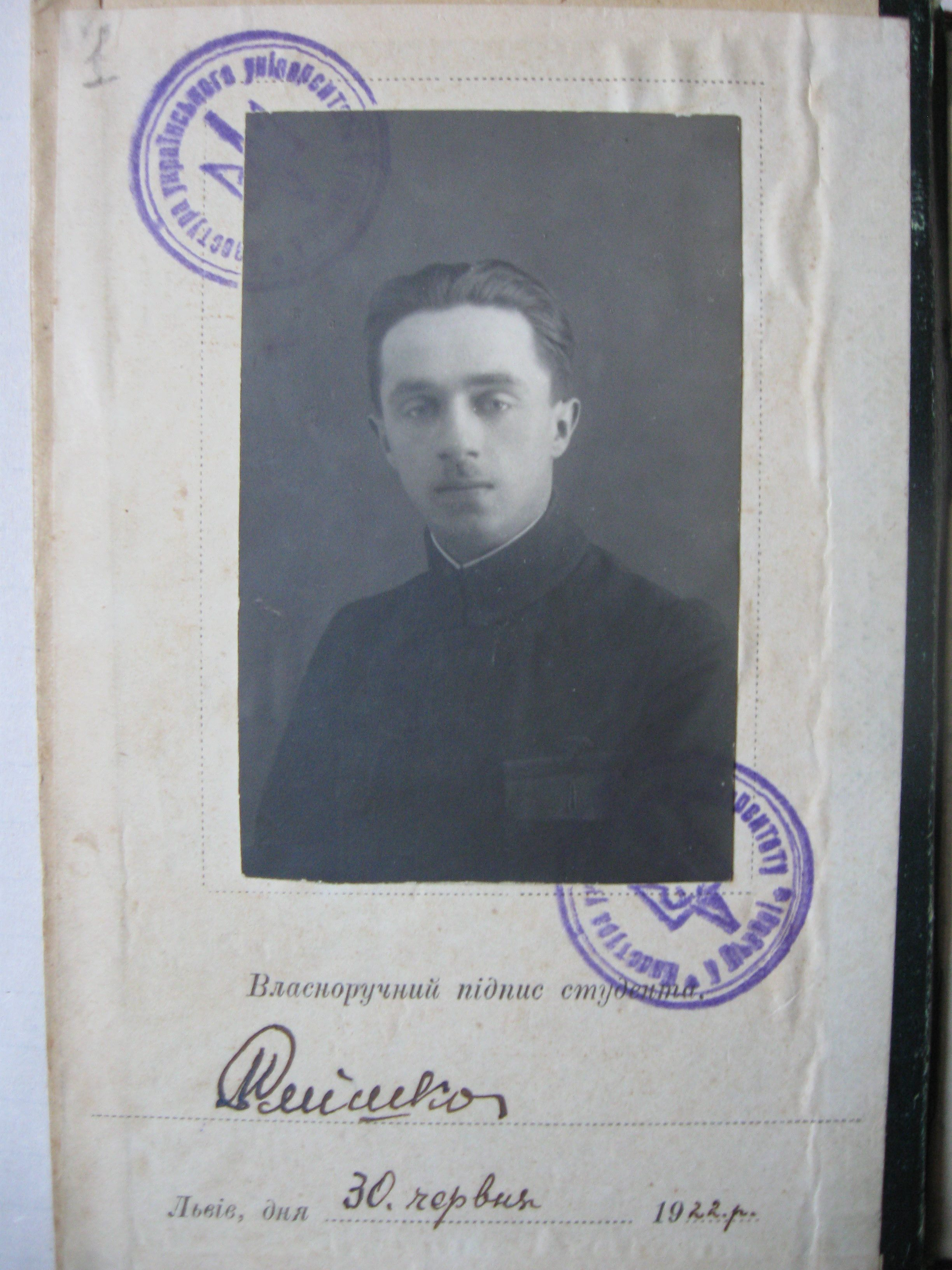
Маркіян-Орест Смішко студент філософічного відділу Українського університету у Львові, 1922 р.

Народився, син Станіслави Кузьмович і службовця Юліана Смішко, у Львові. Навчався в початковій школі Львівської академічної гімназії. Протягом 1918—1919 — стрілець, вістун Української Галицької Армії. 1919 — закінчив гімназію. 1921 — розпочав роботу у Науковому товаристві імені Шевченка на посаді допоміжного працівника в бібліотеці. 1921—1922 — студент медичного факультету Львівського (таємного) українського університету. 
1922—1923 — курсант Школи підхорунжих піхоти Польського війська у Верхній Сілезії. 1924—1926 — репетитор, помічник бухгалтера страхового товариства «Карпати», працівник Інституту Оссолінських (Оссолінеум). 1926—1931 — студент гуманістичного факультету  [Архівовано 4 квітня 2019 у Wayback Machine.](пол.) Університету імені Яна Казимира у Львові, де вивчав археологію. Після закінчення університету залишився працювати на кафедрі доісторичної археології під керівництвом Леона Козловського. Стажист в Краківському археологічному музеї у 1932, асистент у 1932—1937, ад'юнкт кафедри доісторичної археології у 1937—1939, доцент кафедри історії стародавнього світу та археології у 1940—1941, 1944—1954. У 1932 захистив і опублікував докторат (кандидатська дисертація) на тему «Kultury wczesnego okresu epoki Cesarstwa Rzymskiego w Małopolsce Wschodniej».

Учасник VII Міжнародного конгресу історичних наук у Варшаві (21—28 серпня 1933), IV З'їзду студентів праісторії польських університетів у Львові (1934).

З лютого 1940 по червень 1941 очолював Львівський відділ Інституту археології АН УРСР. Від 1944 — завідувач відділу археології, заступник директора з наукової роботи Інституту суспільних наук АН УРСР, виконувач обов'язків директора Інституту (1962—1964). З 1969 професор-консультант відділу археології. Докторську дисертацію «Карпатські кургани першої половини І тисячоліття нашої ери» захистив 1965.
20 березня 1981 року Маркіян Юліанович помер. Похований на 61 полі Янівського цвинтаря.

## Біобібліографія
Монографії, статті
1. Smiszko, M. Kultury wczesnego okresu epoki cesarstwa rzymskiego w Małopolsce Wschodniej / napisał Marcyan Śmiszko. — Lwów, 1932. — 192 s., [14] tabl., [1] mapką. — (Archiwum naukowe / Towarzystwo Naukowe we Lwowie ; dział 2 : Historyczno-filologiczny, T. 9, z. 2). — Nakładem Towarzystwa Naukowego. (пол.)
2. Smiszko, M. Osady kultury lipickiej / Marcjan Smiszko // Smiszko, M. Przyczynki do poznania epoki cesarstwa rzymskiego południowo-wschodniej Polski = Matériaux de l’époque Romaine au sud-est de la Pologne / M. Smiszko, T. Sulimirski, K. Myczkowski. — Lwów, 1934 (Drukarnia Naukowa). — S. 1—32. (пол.)
3. Smiszko, M. Przycznki do poznania epoki cesarstwa rzymskiego południowowschodniej Poiski / Marcjan Śmiszko, Kazimierz Myczkowski, Tadeusz Sulimirski. — Lwów, 1934. — 62 s. — (Prace Lwowskiego Towarzystwa Prehistorycznego ; T. 1).(пол.)
4. Смішко, М. Вістря на спис із рунічним написом із Розвадова / Маркіян Смішко // Літопис Бойківщини. — Самбір, 1935. — Ч. 5. — С. 1—13.
5. Smiszko, M. Stanowisko wczesnorzymskie w Kołokolinie, pow. Rohatyński = Une troyvaille de l’ancienne période romaine à Kołokolin / Marcjan Śmiszko // Wiadomości Archeologiczne. — Warszawa, 1935. — T. 13. — S. 155—164, [3] k. tabl.(пол.)
6. Smiszko, M. Grot dzirytu z runicznym napisem z Rozwadowa nad Sanem / Marcjan Śmiszko // Wiadomości Archeologiczne. — Warszawa, 1936. — T. 14. — S. 140—146. (пол.)
7. Smiszko, M. Naczynia pierścieniowate : Zarys historyczno-typologiczny rozwoju jednej formy ceramicznej / Marcjan Śmiszko // Lud. — Lwow, 1936. — T. 35. — S. 111—177. (пол.)
8. Smiszko, M. Naczynia pierścieniowate = Les vases annulaires : Zarys historyczno-typologiczny rozwoju jednej formy ceramicznej / Marcjan Śmiszko. — Lwów, 1936. — 77 s. : il., m. — Nakładem Towarzystwa Ludoznawczego.(пол.)
9. Smiszko, M. Stan i potrzeby badań nad okresem Cesarstwa Rzymskiego w południowo-wschodniej Polsce / Marcjan Śmiszko // Wiadomości Archeologiczne. — Warszawa, 1936. — T. 14. — S. 125—139, [2] k. tabl. (пол.)
10. Smiszko, M. Stan i potrzeby badań nad okresem Cesarstwa Rzymskiego w południowo-wschodniej Polsce = Stand und Aufgaben der Forschung über die Römische Kaiserzeit in Südostpolen / Marcjan Śmiszko ; Państwowe Muzeum Archeologiczne. — Warszawa, 1936 (Zakłady Graficzne R. Bieliński). — 3 s. (пол.)
11. Смішко, М. Сліди прадавнього поселення на Чорній Горі в Грибовичах Малих біля Львова / Маркіян Смішко // Наша Батьківщина. — Львів, 1937. — Ч. 4/5. — С. 93—97.
12. Smiszko, M. Compte rendu provisoire des fouilles dans l’enceinte néolithique de Horodnica district de Horodenka = Tymczasowe sprawozdanie z badań na osadzie neolitycznej w Horodnicy, pow. Horodenka / Marcjan Śmiszko // Bulletin International de l’Académie Polonaise des Sciences et des Lettres. — [Cracovie], [1939]. — P. 67—73 : il. (пол.)
13. Smiszko, M. Duże naczynia baniaste okresu rzymskiego w Małopolsce Wschodniej / Marcjan Smiszko // Wiadomości Archeologiczne. — Warszawa, 1939. — T. 16. — S. 211—233. (пол.)
14. Smiszko, M. Tymczasowe sprawozdanie z badań na osadzie neolitycznej w Horodnicy pow. Horodenka / Marcjan Smiszko // Sprawozdania z czynnosci і posiedzen Polskiej Akademii Umiejetnosci. — Kraków, 1939. — T. 44, № 1. — S. 38—40. (пол.)
15. Смішко, М. Львівський відділ Інституту археології АН УРСР в 1944 р. / М. Смішко // Археологія. — Київ, 1947. — Т. 1. — С. 187—189.
16. Смішко, М. Селище доби полів поховань у Вікнинах Великих / М. Смішко // Археологія. — Київ, 1947. — Т. 1. — С. 111—122 : іл.
17. Смішко, М. Доба полів поховань в західних областях УРСР / Маркіян Смішко // Археологія. — Київ, 1948. — Т. 2. — С. 98—129 : іл.
18. Смішко, М. Сучасний стан археологічних дослідів на Західній Україні / Маркіян Смішко // Археологія. — Київ, 1948. — Т. 2. — С. 98—129.
19. Смішко, М. Верхньодністрянська розвідкова експедиція 1946 р. / М. Смішко // Археологічні пам'ятки УРСР. — Київ, 1949. — Т. 1 : Матеріали польових досліджень Інституту археології Академії наук УРСР за 1945—1946 рр. — С. 254—256.
20. Смішко, М. Звіт про дослідження селища періоду «полів поховань» в Неслухові в 1946 р. / М. Смішко // Археологічні пам'ятки УРСР. — Київ, 1949. — Т. 1 : Матеріали польових досліджень Інституту археології Академії наук УРСР за 1945—1946 рр. — С. 189—206 : іл.
21. Смішко, М. Два курганні могильники в околиці с. Іза Хустської округи / М. Смішко // Археологічні пам'ятки УРСР. — Київ, 1952. — Т. 3 : Ранні слов'яни і Київська Русь: Матеріали польових досліджень Інституту археології Академії наук Української РСР за 1947—1948 рр. — С. 315—338 : іл.
22. Смішко, М. Дослідження пам'яток полів поховань в західних областях УРСР у 1947 р. / М. Смішко // Археологічні пам'ятки УРСР. — Київ, 1952. — Т. 3 : Ранні слов'яни і Київська Русь: Матеріали польових досліджень Інституту археології Академії наук Української РСР за 1947—1948 рр. — С. 337—378 : іл.
23. Смишко, М. Ю. Раннеславянская культура Поднестровья в свете новых археологических данных / М. Ю. Смишко // Краткие сообщения о докладах и полевых исследованиях Института истории материальной культуры. — Москва; Ленинград, 1952. — Вып. 19. — С. 67—82. (рос.)
24. Смишко, М. Ю. Раннеславянские памятники на территории Украинской ССР / М. Ю. Смишко // Доклады VI научной конференции Института археологии. — Киев, 1953. — С. 88—92. (рос.)
25. Смішко, М. Ранньослов'янська культура Карпатського підгір’я / М. Смішко // Наукові записки / Інститут суспільних наук АН УРСР. — Київ, 1953. — Т. 1. — С. 131—151.
26. Смішко, М. Курганний могильник ранньозалізного часу в с. Білках / М. Смішко // Археологічні пам’ятки УРСР. — Київ, 1956. — Т. 6 : Доба раннього заліза, епоха міді-бронзи, неоліт і палеоліт. — С. 24—28 : іл.
27. Смишко, М. Богатое погребение начала нашей эры во Львовской области / М. Смишко // Советская археология. — Москва, 1957. — № 1. — С. 238—243 : ил. (рос.)
28. Смишко, М. Ю. Погребения раннежелезного века в с. Могиляны Ровенской области / М. Ю. Смишко // Краткие сообщения Института археологии УССР. — Киев, 1957. — Вып. 7. — С. 54—57.(рос.)
29. Смішко, М. Ю. Археологічні дослідження в західних областях України за роки Радянської влади / М. Ю. Смішко // Матеріали і дослідження з археології Прикарпаття і Волині. — Київ, 1959. — Вип. 2. — С. 5—28 : іл.
30. Смішко, М. Карпатські кургани першої половини I тисячоліття нашої ери / М. Смішко. — Київ: Видавництво АН УРСР, 1960. — 186, [1] с. : іл.
31. Смішко, М. Ю. Відносно концепції про германську належність культури полів поховань / M. Ю. Смішко // Матеріали і дослідження з археології Прикарпаття і Волині. — Київ, 1961. — Вип. 3. — С. 59—65 : іл.
32. Смішко, М. Ю. Могильник III—IV ст. н. е. у с. Дитиничі Ровенської обл. / M. Ю. Смішко // Матеріали і дослідження з археології Прикарпаття і Волині. — Київ, 1961. — Вип. 3. — С. 89—114 : іл.
33. Смішко, М. Поселення культури лійчастого посуду в с. Малі Грибовичі Львівської області / М. Смішко, М. Пелещишин // Матеріали і дослідження з археології Прикарпаття і Волині. — Київ, 1962. — Вип. 4. — С. 28—43 : іл.
34. Смішко, М. Сарматські поховання біля Острівця Станіславівської області / М. Смішко // Матеріали і дослідження з археології Прикарпаття і Волині. — Київ, 1962. — Вип. 4. — С. 54—70 : іл.
35. Смішко, М. Поселення III—IV ст. н. е. із слідами скляного виробництва біля с. Комарів Чернівецької області / М. Смішко // Матеріали і дослідження з археології Прикарпаття і Волині. — Київ, 1964. — Вип. 5. — С. 67—80 : іл. [Архівовано 4 листопада 2019 у Wayback Machine.]
36. Смішко, М. Ю. Стародавні слов'яни Прикарпаття / М. Ю. Смішко // Наука і життя. — Київ, 1964. — № 9. — С. 42—44.
37. Смішко, М. Ю. Східнослов'янські племена на території західноукраїнських земель у першій половині I тис. н. е. / М. Ю. Смішко // Торжество історичної справедливості. — Львів, 1968. — С. 14—27.
38. Смишко, М. Исследование черняховского могильника в Верхнем Поднестровье / М. Смишко // Археологические открытия 1968 года. — Москва, 1969. — С. 313—314. (рос.)
39. Смішко, М. Ю. Основні проблеми історії Прикарпаття і Волині першої половини першого тисячоліття нашої ери / М. Ю. Смішко // Матеріали звітної наукової секції Інституту суспільних наук АН УРСР, 1971 р. — Київ, 1971. — С. 89—90.
40. Смишко, М. Ю. Раскопки у с. Комарово-Днестровка / М. Ю. Смишко // Археологические открытия 1974 года. — Москва, 1975. — С. 355. (рос.)
41. Смішко, М. Ю. Пам'ятки типу Дитиничі / М. Ю. Смішко // Населення Прикарпаття і Волині за доби розкладу первіснообщинного ладу та в давньоруський час. — Київ, 1976. — С. 83—93.
42. Смішко, М. Ю. Племена зарубинецької культури / М. Ю. Смішко // Населення Прикарпаття і Волині за доби розкладу первіснообщинного ладу та в давньоруський час. — Київ, 1976. — С. 6—15.
43. Смішко, М. Ю. Племена культури карпатських курганів / М. Ю. Смішко // Населення Прикарпаття і Волині за доби розкладу первіснообщинного ладу та в давньоруський час. — Київ, 1976. — С. 48—63.
44. Смішко, М. Ю. Племена пшеворської культури / М. Ю. Смішко // Населення Прикарпаття і Волині за доби розкладу первіснообщинного ладу та в давньоруський час. — Київ, 1976. — С. 28—38.
45. Смішко, М. Ю. Племена черняхівської культури / М. Ю. Смішко, В. Д. Баран // Населення Прикарпаття і Волині за доби розкладу первіснообщинного ладу та в давньоруський час. — Київ, 1976. — С. 63—83.
46. Смішко, М. Ю. Сарматські племена / М. Ю. Смішко // Населення Прикарпаття і Волині за доби розкладу первіснообщинного ладу та в давньоруський час. — Київ, 1976. — С. 38—48.
47. Матеріали і дослідження з археології Прикарпаття і Волині. Вип. 4 / редкол.: М. Ю. Смішко [та ін.]. — Київ, 1962. — 138 с. : рис.
48. Матеріали і дослідження з археології Прикарпаття і Волині. Вип. 5 / редкол.: М. Ю. Смішко [та ін.]. — Київ: Наукова думка, 1964. — 140 с. : табл.